# Counting Other Peoples Money
Counting Other Peoples Money — шостий студійний альбом американського репера Keak da Sneak, виданий 23 вересня 2003 р. лейблом Moe Doe Entertainment. У записі платівки взяли участь E-40, Снуп Доґґ, C-Bo та ін. 
Реліз мав доволі скромні результати продажу. Він посів 87-ту сходинку чарту Top R&B/Hip-Hop Albums, 37-ме місце Top Heatseekers та 38-му позицію чарту Top Independent Albums. Мастеринг: Ларрі Фанк.

## Список пісень
1. «Intro» — 0:50
2. «T-Shirt, Blue Jeans, & Nike's» (з участю E-40) — 3:24
3. «Hi Volume» — 3:58
4. «Know What I'm Talkin Bout» — 4:07
5. «Rappin My New Twist» — 4:45
6. «Copium» — 3:48
7. «Hi Speed Specialist» — 3:45
8. «Freakalistic» (з участю Rankin Scroo та Sean Paul) — 3:45
9. «Set Up Shop» (з участю Snoop Dogg) — 3:44
10. «What It Do» (з участю Yukmouth) — 3:40
11. «I Don't Wanna Go» — 3:43
12. «Raw» — 3:26
13. «Love da Kids» — 3:52
14. «Still Can't Get Enough» — 3:43
15. «That Be Me» (з участю C-Bo) — 3:40
16. «Think You Real» — 3:25
17. «To Wicked» — 4:10